# 2 Regiment Grenadierów Krakowskich
2 Regiment Grenadierów Krakowskich – oddział wojskowy wchodzący w skład wojsk powstańczych okresu insurekcji kościuszkowskiej w 1794.

## Historia
Przed bitwą pod Racławicami do wojsk Kościuszki dołączyła milicja województwa krakowskiego. Była to licząca 1920 grupa chłopów uzbrojonych w kosy, piki, siekiery zwerbowana i dowodzona przez braci: generała majora ziemiańskiego Jana i Andrzeja Slaskich, ziemian z krakowskiego. W bitwie wzięła udział tylko część (około 500) kosynierów, reszta stanowiła odwód. Po bitwie duża część chłopów rozeszła się do domów. Z reszty, w obozie pod Bosutowem, sformowano dwie jednostki: Regiment 1 Grenadierów Krakowskich i Regiment 2 Grenadierów Krakowskich. Nosili oni czapki rogatywki, granatowe kurtki z zielonymi wyłogami oraz czechczery lub spodnie z białego sukna. 2 Regiment oprócz oficerów z pospolitego ruszenia zasilony został kadrą oficerską awansowaną z podoficerów regimentów regularnych.
Chcąc ich uhonorować, nadano regimentowi zaszczytną nazwę. Nie była to jednostka czysto kosynierska (pikinierska), żołnierze 2 Regimentu otrzymali 180 zdobytych pod Racławicami karabinów. Nie pozwoliło to w pełni wyposażyć pierwszego szeregu w broń palną, ale zbliżało się do założenia by jednostki kosynierskie składały się w 1/3 z żołnierzy uzbrojonych w karabiny. Oddział nigdy nie osiągnął ani przewidzianej liczebności, ani jednolitości umundurowania. Z planowanych dwóch batalionów sformowano tylko jeden. Jego liczebność w kwietniu wynosiła – 614, w maju – 591, w sierpniu – 573, we wrześniu – 565, 2 listopada – 501 żołnierzy. Na uzbrojeniu regiment posiadał 159 karabinów.

## Żołnierze regimentu
Dowódcy regimentu
- płk Franciszek Bukowski
- płk Ludwik Krupiński
- płk Władysław Jabłonowski

Inni oficerowie regimentu
- Franciszek Żymirski, awansowany 21 X 1794 na porucznika[6]

## Galeria

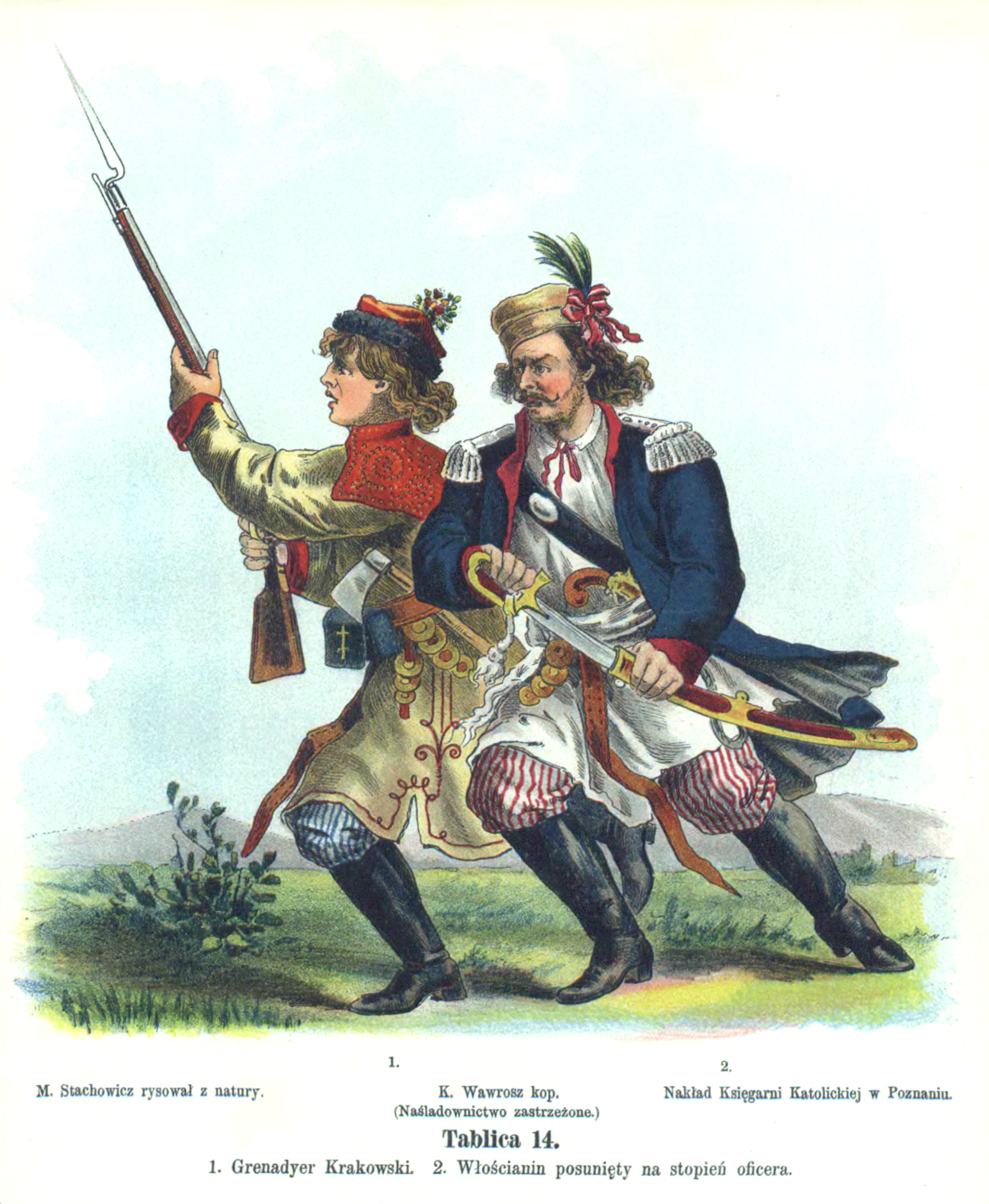
Grenadierzy krakowscy
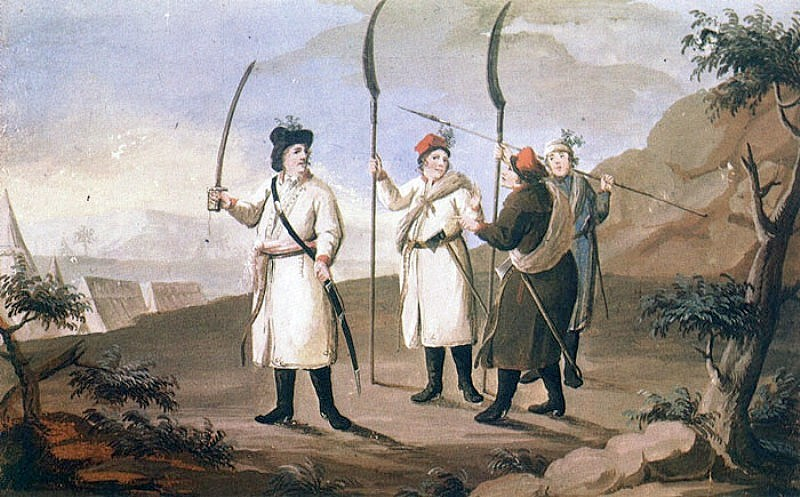
Kosynierzy chłopskiego pospolitego ruszenia 1794 (obraz Michała Stachowicza)
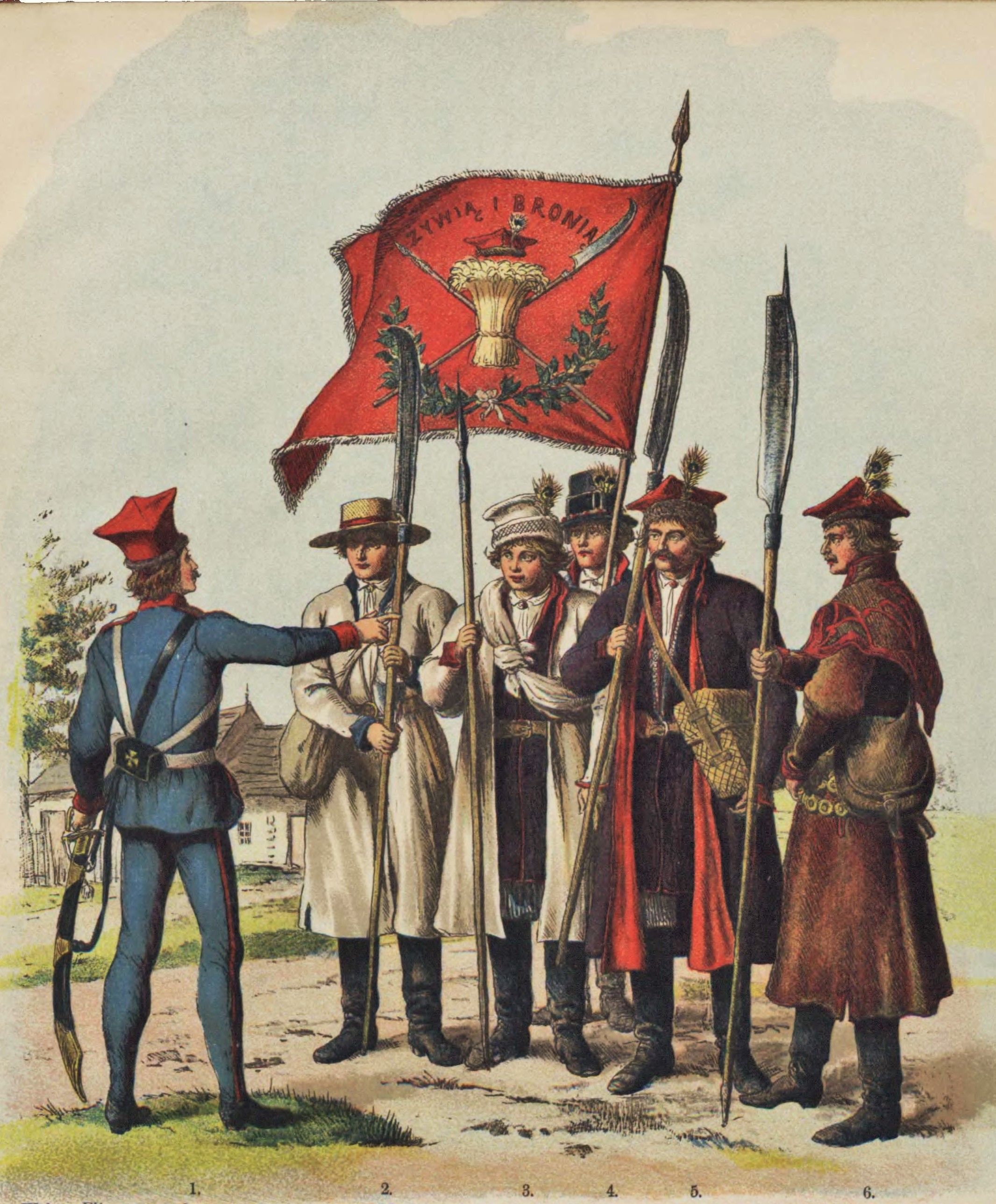
wojsko polskie Kościuszki